# 1986, co będzie jutro?
1986, co będzie jutro? – album studyjny polskiego zespołu muzycznego Dezerter. Wydawnictwo ukazało się 9 września 2022 nakładem wytwórni muzycznej Mystic Production.
Pod względem muzycznym płyta łączy w sobie przede wszystkim rock.
Album znalazł się na 6. miejscu polskiej listy sprzedaży – OLiS.
Album został laureatem Fryderyka w kategorii Album roku – rock.

## Lista utworów
Opracowano na podstawie materiału źródłowego.
1. „Kolaboracja” – 3:02
2. „Polska złota młodzież” – 3:34
3. „Pałac” – 3:18
4. „Śmierdząca rzeczywistość” – 2:35
5. „Zatańcz” – 3:17
6. „Postęp” – 3:50
7. „Tchórze” – 2:40
8. „Co będzie jutro?” – 3:32

## Pozycja na liście sprzedaży
| Kraj   | Lista         | Najwyższa pozycja |
| ------ | ------------- | ----------------- |
| Polska | OLiS – albumy | 6                 |